# 城南市

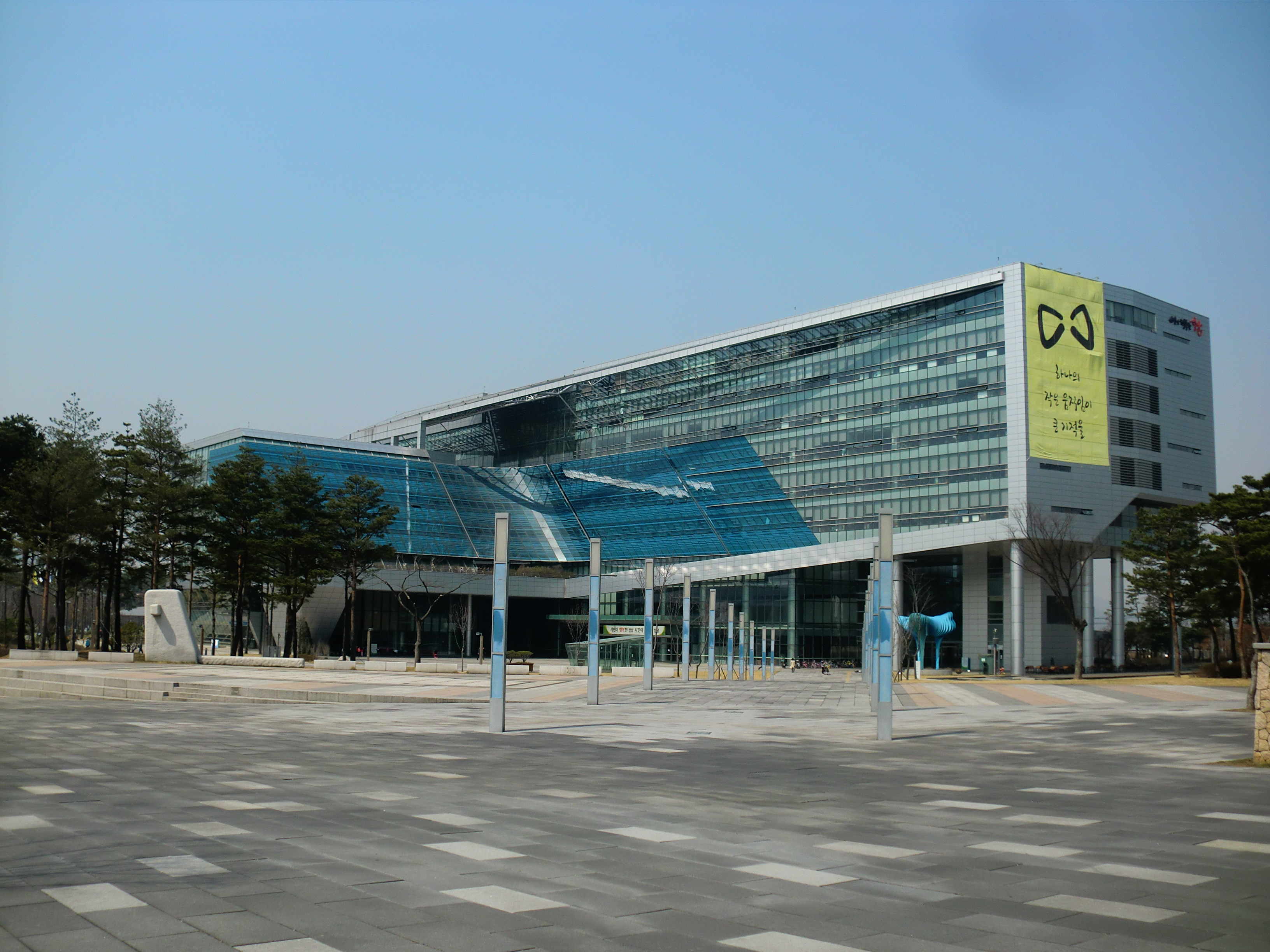
城南市庁

城南市（ソンナムし/じょうなんし）は、大韓民国京畿道の市。ソウル特別市南郊の衛星都市である。大韓民国の地方自治法第175条に基づいて特例が適用される大都市に指定されている。

## 地理
ソウル市中心部から21km（市庁間）の距離にあり、北はソウル特別市、東は広州市、河南市、西は義王市、果川市、南は龍仁市と接する。

## 歴史
京畿道広州郡（現在は広州市）の一部であったが、韓国で初めて人工的に開発され、1973年に城南市が設置された。また、市の南部も大規模のマンション団地が林立している「盆唐ニュータウン」として1990年代前半に造成された計画都市である。
- 1973年7月1日 - 京畿道城南出張所（広州郡大旺面・楽生面・突馬面および中部面の一部を管轄）が城南市に昇格。
- 1989年5月1日 - 寿井区・中院区設置。(2区)
- 1991年9月1日 - 中院区の一部を分離し、盆唐区設置。(3区)

## 行政

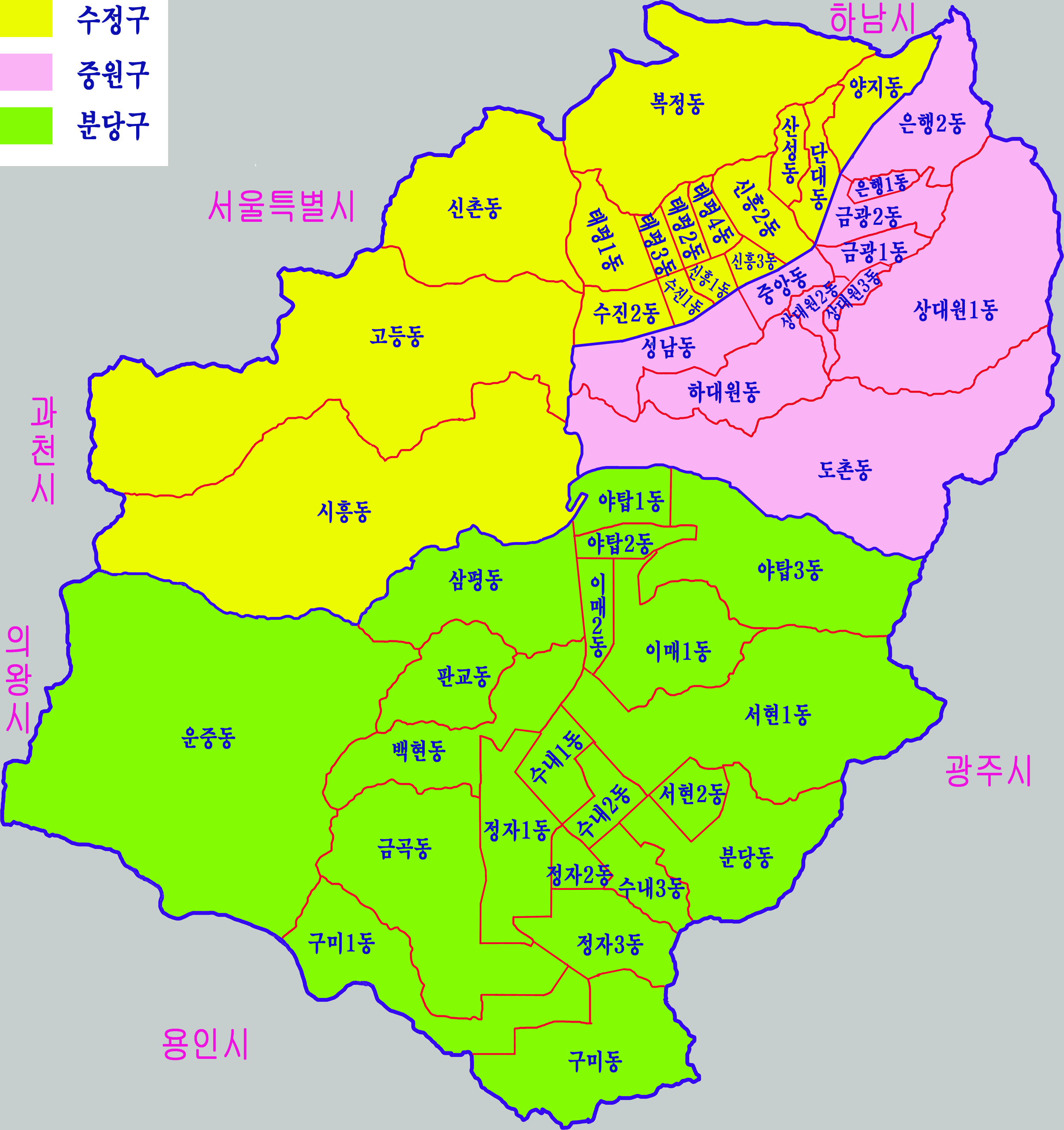
行政区域図

### 行政区画
- 寿井区（スジョンく）…北西部（黄）
- 中院区（チュンウォンく）…北東部（ピンク）
- 盆唐区（プンダンく）…南部（緑）

### 警察
- 城南寿井警察署
- 城南中院警察署
- 盆唐警察署

### 消防
- 城南消防署
- 盆唐消防署

## 観光
- 南漢山城
- 盆唐中央公園
- 栗洞公園

## 経済
幾つかの会社の本社が城南市内に移転している。韓国のインターネット検索サービス大手企業ネイバーが本社機能を置いている。

## 交通

### 鉄道
- KORAIL
  - ●盆唐線：嘉泉大駅 - 太平駅 - 牡丹駅 - 野塔駅 - 二梅駅 - 書峴駅 - 薮内駅 - 亭子駅 - 美金駅 - 梧里駅
  - ●京江線：板橋駅 - 城南駅 - 二梅駅
- ソウル交通公社
  - ●8号線：南慰礼駅 - 山城駅 - 南漢山城入口駅 - 丹垈オゴリ駅 - 新興駅 - 寿進駅 - 牡丹駅
- 新盆唐線株式会社・京畿鉄道
  - ●新盆唐線：板橋駅 - 亭子駅 - 美金駅
- GTX-A運営
  - 首都圏広域急行鉄道A路線：城南駅

全線が首都圏電鉄に含まれるが、新盆唐線は運賃計算法が他の首都圏電鉄線と異なる。全線でT-moneyが使用可能。

### バス
- 城南総合バスターミナル　野塔駅に隣接している。
  - 高速バスは、釜山総合高速バスターミナルへは50～60分間隔の運行で、所要時間4時間10分。その他大邱（大邱韓進）・光州・全州などへの便がある。
  - 市外バスは、大田へは儒城温泉ターミナル・大田市庁へ、その他富川市・松炭ターミナル（平沢市）・安城・烏山・春川・原州・堤川・清州・温陽温泉（牙山市）・群山・益山・順天・亀尾・浦項などへの便がある。
- 空港バスは、野塔駅や亭子駅などから仁川国際空港・金浦国際空港への便がある。
- 一般バスは、市内のみを運行する便のほか、ソウル特別市をはじめ水原市・広州市・龍仁市のバスも乗り入れる。

### 高速道路
- 京釜高速道路（1号線）：ソウル料金所 - 板橋インターチェンジ - 板橋ジャンクション - 板橋臨時インターチェンジ
- ソウル外郭循環高速道路（100号線）：板橋ジャンクション - 城南インターチェンジ - 城南料金所
- 龍仁-ソウル高速道路（171号線）：西板橋インターチェンジ - 金土料金所 - 高登インターチェンジ
- 第二京仁高速道路（110号線）：北板橋料金所 - 東板橋インターチェンジ - 麗水大路インターチェンジ

### 国道・その他の道路
- 国道3号
- 盆唐内谷都市高速化道路（朝鮮語版）
- 盆唐水西都市高速化道路（朝鮮語版）

## スポーツ
サッカーの城南FCの前身である城南一和天馬は、2000年に城南市に移転後、2011年までの間にKリーグを4度優勝。2010年はAFCチャンピオンズリーグを制している。2014年シーズンより城南市がクラブを買収し城南FCに改称。
| 種目           | チーム名                     | 創立年度 | ホーム競技場   |
| Kリーグ        | 城南FC                       | 1989年   | 炭川総合運動場 |
| Vリーグ (韓国) | 韓国道路公社ハイパス・ゼニス | 1970年   | 城南体育館     |

## 姉妹都市
- ブラジルサンパウロ州ピラシカバ （1986年5月28日）
- アメリカ合衆国コロラド州オーロラ （1992年7月27日）
- 中国遼寧省瀋陽市 （1998年8月31日）

## 出身者
- ミニョン、アイドル、ミュージシャン（Brave Girls）
- イ・ビョンホン - 俳優
- イ・ヨウォン - モデル・女優
- シム・ウナ - モデル・女優
- シン・ミナ - 女優
- ソ・ミンジョン - 女優
- ハ・リス - モデル・歌手・女優
- ダヒョン（TWICE）
- チョンジ（TEENTOP）
- ソヌ（THE BOYZ）
- ヨンジュン(TOMORROW X TOGETHER)
- 朴智修 - バスケットボール選手
- 黄義助 - サッカー選手
- ソルジ(EXID)
- キノ(PENTAGON)
- ゴニ(コンヒ)(ONEUS)
- カリナ(aespa)
- ギュジン（NMIXX）